# Gisela Valcárcel
Sonia Mercedez Gisela Valcárcel Álvarez (née le 26 janvier 1963 dans le quartier de La Victoria à Lima) est une présentatrice, actrice et une femme d'affaires péruvienne.

## Carrière
Elle s'est fait connaître dans les années 1980 en animant une célèbre émission à midi, Aló Gisela, sur la chaîne Panamericana Televisión qu'elle a adapté avec différents formats sur d'autres chaînes de télévision au Pérou. Dans les années 2000 elle s'est plutôt tournée vers les émissions nocturnes et la téléréalité. Depuis 2010 elle est présentatrice d'un show télévisé El gran show.
Elle est comparée, par sa manière d'être et de présenter ses shows, à Raffaella Carrà (Italie), Susana Giménez (Argentine) ou encore Verónica Castro (Mexique).
Récompensée et reconnue dans son pays et à l'étranger pour sa carrière en tant que présentatrice, Gisela Valcárcel est aussi une femme d'affaires qui a créé sa propre entreprise de production de télévision au Pérou (GV Producciones), un centre de cure thermale et un magazine (Gisela).

## Vie privée
Mère d'une fille unique (Ethel Pozo), Gisela Valcárcel se marie en 1995 avec le footballeur Roberto Martínez Vera-Tudela, mais ils divorcent au bout de trois ans. En 2006, elle convole en deuxièmes noces avec le producteur Javier Carmona del Solar, mais leur mariage ne dure que quelques mois avant de divorcer officiellement en 2009.

## Shows
| - Aló Gisela (1987-1992, 2000) - Gisela en América (1993-1994, 1996-1997) - Así es Gisela (1995) - Gisela contigo (1998) - Gisela (2001-2002) - La casa de Gisela (2003) - Siempre Gisela (2005) - Bailando por un sueño (2008) | - Reyes de la pista (2008) - El show de los sueños (2009) - Reyes del show (2009) - El gran show (2010-2013, 2015-2017, 2022-) - Gisela, el gran show (2014) - Gisela busca...El Amor (2018) - El artista del año (2018-2019, 2021) - La gran estrella (2021) |